# Sata andagi
I sata andagi (サーターアンダーギー?, Sātā andāgī) sono dei dolci di pastella fritti, simili ai doughnut (o ai  malasada), tipici della prefettura giapponese di Okinawa. Sono anche abbastanza diffusi alle Hawaii, a volte conosciuti semplicemente come andagi. Gli andagi tradizionali di Okinawa sono fatti mischiando farina, zucchero e uova. Gli ingredienti sono amalgamati in forma di piccole palle, che vengono quindi fritte.
Saataa vuol dire "zucchero", mentre andaagii deriva da "fritto nell'olio" ("olio" (anda) + "fritto" (agii)) nella lingua di Okinawa (satō ed abura-age in giapponese). Sono anche conosciuti come saataa andagii e saataa anragii.
Come la maggior parte dalla pasticceria delle Isole Ryukyu, le tecniche per realizzarli derivano da una combinazione delle tecniche giapponesi e quelle cinesi, sebbene altre fonti dicano che si tratta semplicemente della derivazione di un piatto cinese.